# Semaeopus tertullus
Semaeopus tertullus är en fjärilsart som beskrevs av William Schaus 1912. Semaeopus tertullus ingår i släktet Semaeopus och familjen mätare. Inga underarter finns listade i Catalogue of Life.